# Kamen Penew
Kamen Penew (bulgarisch Камен Пенев; * 15. Januar 1959; † 10. Januar 2025) war ein bulgarischer Ringer. Er war Europameister 1983 im freien Stil im Leichtgewicht.

## Werdegang
Kamen Penew begann als Jugendlicher mit dem Ringen. Nach ersten Erfolgen auf nationaler Ebene, die sein großes Talent erkennen ließen, wurde er zur bulgarischen Armee eingezogen und zum Zentralen Sportklub der Armee (CSKA) in Sofia delegiert. Dort konnte er sich voll auf das Ringen konzentrieren und hatte in Vasil Pletnow, Stoine Pinow und Yancho Patrikow auch hervorragende Trainer. Er rang ausschließlich im freien Stil.
Seine internationale Laufbahn begann bei der Junioren-Europameisterschaft (Espoirs = Altersgruppe bis zum 20. Lebensjahr) 1978 in Oulu. Er belegte dort im Leichtgewicht hinter dem sowjetischen Sportler Taram Magomedow einen hervorragenden 2. Platz. 1979 wurde er Sieger bei den Balkan Spielen in Jambol vor dem jugoslawischen Spitzenringer Šaban Sejdi.
In den folgenden Jahren hatte Kamen Penew in Bulgarien erst schwerste Konkurrenz aus dem Wege zu räumen, ehe er bei Welt- bzw. Europameisterschaften starten konnte. In Bulgarien war das Ringen in jenen Jahren Nationalsport Nr. 2, und rangierte in der Beliebtheit gleich hinter dem Fußball. Iwan Jankow, Angel Sirakow, Micho Dukow und Simeon Schterew rangen alle in derselben Gewichtsklasse wie Kamen Penew und machten es diesem äußerst schwer, zu Startplätzen zu kommen.
1981 startete Kamen Penew erstmals bei einer Weltmeisterschaft. In Skopje erreichte er gleich einen hervorragenden 3. Platz. Er bezwang dabei im Halbfinale den starken US-Amerikaner Andrew Rein und unterlag im Endkampf Šaban Sejdi, den er 1979 in Jambol noch besiegt hatte. Auch 1982 startete Kamen Penew bei der Weltmeisterschaft, schied aber schon frühzeitig aus und erreichte nur den 9. Platz.
Trotz dieses, für einen bulgarischen Ringer eher mäßigen Ergebnisses, wurde er 1983 sowohl bei der Europameisterschaft in Budapest als auch bei der Weltmeisterschaft in Kiew eingesetzt. Kamen Penew rechtfertigte dieses vom bulgarischen Ringerverband in ihn gesetzte Vertrauen. In Budapest wurde er in überlegenem Stil vor dem Türken Fevzi Şeker und David Guigaouri aus der Sowjetunion Europameister und in Kiew kam er auf den 3. Platz, wobei er gegen Arsen Fadsajew aus der Sowjetunion verlor, der in den folgenden Jahren zu einem der besten Freistilringer aller Zeiten aufsteigen sollte. Diese Niederlage war für Kamen Penew also keine Schande.
1984 war Kamen Penew wieder bei der Europameisterschaft am Start. Er kämpfte in Jönköping sehr gut, scheiterte aber im Halbfinale erneut an Arsen Fadsajew. In einem Vorrundenkampf besiegte er bei dieser Veranstaltung den bundesdeutschen Starter Ahmet Çakıcı mit 10:3 Punkten. Eine Teilnahme an den Olympischen Spielen des Jahres 1984 in Los Angeles verhinderte der Boykott dieser Spiele durch die seinerzeit sozialistischen Staaten.
Nach 1984 kam Kamen Penew zu keinen Starts bei internationalen Meisterschaften mehr. Ab 1985 setzte der bulgarische Ringerverband im Leichtgewicht vor allem auf Simeon Schterew.

## Internationale Erfolge
(WM = Weltmeisterschaft, EM = Europameisterschaft, F = freier Stil, Le =Leichtgewicht, damals bis 68 kg Körpergewicht)
- 1978, 2. Platz, Junioren-EM (Espoirs) in Oulu, F, Le, hinter Taram Magomedow, UdSSR und vor Vasile Stănescu, Rumänien, Forsell, Finnland, Johansson, Schweden und Aktas, Türkei;
- 1979, 1. Platz, Balkan Spiele in Jambol, F, Le, vor Šaban Sejdi, Jugoslawien, Aktas Orkay, Türkei und Dimitrios Fotiadis, Griechenland;
- 1981, 3. Platz, WM in Skopje, F, Le, mit Siegen über Hassan Hamidi, Iran, Joe Dell'Acquila, Kanada, Oscar Seghers, Belgien, Greg Simon, Australien und Andrew Rein, USA und einer Niederlage gegen Šaban Sejdi;
- 1982, 9. Platz, WM in Edmonton, F, Le, Sieger: Michail Tscharatschura, UdSSR vor Raul Cascaret Fonseca, Kuba, Eberhard Probst, DDR und Andre Metzger, USA;
- 1983, 1. Platz, EM in Budapest, F, Le, vor Fevzi Şeker, Türkei, David Guigaouri, UdSSR, Viliam Hönsch, CSSR, Zoltán Szalontai, Ungarn und Erwin Knosp, BRD;
- 1983, 3. Platz, WM in Kiew, F, Le, hinter Arsen Fadsajew, UdSSR und Boijdelger Bold, Mongolei und vor Kokichi Sugino, Japan, Raul Cascaret Fonseca und Zoltán Szalontai;
- 1984, 3. Platz, EM in Jönköping, F, Le, mit Siegen über Eric Brulon, Frankreich, Georgios Athanasiadis, Griechenland, Jukka Rauhala, Finnland und Ahmet Çakıcı, BRD und einer Niederlage gegen Arsen Fadsajew;
- 1988, 5. Platz, Großer Preis der Bundesrepublik Deutschland in Aschaffenburg, F, Le, hinter Arsen Fadsajew, Boris Budajew, UdSSR, Kōsei Akaishi, Japan und Zoltán Szalontai, vor Alexander Leipold, BRD